# Gymnoclytia occidentalis
Gymnoclytia occidentalis är en tvåvingeart som beskrevs av Townsend 1908. Gymnoclytia occidentalis ingår i släktet Gymnoclytia och familjen parasitflugor. Inga underarter finns listade i Catalogue of Life.